# Campeonato Pernambucano 2023
El Campeonato Pernambucano de Fútbol 2023 fue la 109.ª edición de la primera división de fútbol del estado de Pernambuco. El torneo fue organizado por la Federação Pernambucana de Futebol (FPF). El torneo comenzó el 7 de enero y finalizó el 22 de abril.
Sport Recife se consagró campeón tras vencer en la final al Retrô, consiguiendo así su título estatal número 43, mientras que Retrô perdía por segundo año consecutivo la final.

## Sistema de juego[2]

### Primera fase
Los 13 equipos se enfrentan en modalidad de todos contra todos a una sola rueda. Culminadas las trece fechas, los dos primeros puestos acceden directamente a las semifinales, del tercer al sexto puesto juegan una ronda previa, mientras que los últimos cuatro posicionados descenderán a Segunda División.

### Segunda fase
- Ronda previa: Los enfrentamientos se emparejan con respecto al puntaje de la primera fase, de la siguiente forma:
  - 3.º vs. 6.º
  - 4.º vs. 5.º

- Semifinales: Los enfrentamientos se emparejan de la siguiente forma:
  - 1.º vs. (4.º vs. 5.º)
  - 2.º vs. (3.º vs. 6.º)

- Nota: Tanto ronda previa como semifinales se juegan a partido único en casa del equipo con mayor puntaje en la primera fase. En caso de empate, se tendrá una tanda de penales.

- Final: Los dos ganadores de las semifinales disputan la final en partidos de ida y vuelta.

- Nota 1: El equipo con menor puntaje en la primera fase comienza la llave como local.
- Nota 2: En caso de empate en puntos y diferencia de goles, se definirá en tanda de penales. No se consideran los goles de visita.

## Equipos participantes
| Equipo       | Ciudad                | Estadio (Capacidad)        | Posición 2022      | Títulos (último) |
| ------------ | --------------------- | -------------------------- | ------------------ | ---------------- |
| Afogados     | Afogados da Ingazeira | Vianão (1735)              | 7.º                | 0                |
| Belo Jardim  | Belo Jardim           | Arthur Tavares Melo (4000) | 2.º (2.ª división) | 0                |
| Caruaru City | Caruaru               | Lacerdão (19 478)          | 6.º                | 0                |
| Central      | Caruaru               | Lacerdão (19 478)          | 1.º (2.ª división) | 0                |
| Íbis         | Paulista              | Ademir Cunha (10 000)      | 8.º                | 0                |
| Maguary      | Bonito                | Arthur Tavares Melo (4000) | 3.º (2.ª división) | 0                |
| Náutico      | Recife                | Aflitos (19 800)           | Campeón            | 24 (2022)        |
| Petrolina    | Petrolina             | Paulo Coelho (5000)        | 5.º (2.ª división) | 0                |
| Porto        | Caruaru               | Lacerdão (19 478)          | 4.º (2.ª división) | 0                |
| Retrô        | Camaragibe            | Arena Pernambuco (44 300)  | 2.º                | 0                |
| Salgueiro    | Salgueiro             | Salgueirão (12 070)        | 4.º                | 1 (2020)         |
| Santa Cruz   | Recife                | Arruda (60 044)            | 3.º                | 29 (2016)        |
| Sport Recife | Recife                | Ilha do Retiro (30 000)    | 5.º                | 42 (2019)        |

| Crecimiento | Equipos provenientes del Campeonato Pernambucano de Segunda División 2022. |

## Primera fase

### Tabla de posiciones
| Pos. | Equipo       | Pts. | PJ | G | E | P  | GF | GC | Dif. | Clasificación                      |
| ---- | ------------ | ---- | -- | - | - | -- | -- | -- | ---- | ---------------------------------- |
| 1    | Sport Recife | 30   | 12 | 9 | 3 | 0  | 29 | 6  | +23  | Semifinales y Copa de Brasil 2024. |
| 2    | Retrô        | 27   | 12 | 8 | 3 | 1  | 24 | 5  | +19  | Semifinales y Serie D 2024.        |
| 3    | Náutico      | 25   | 12 | 7 | 4 | 1  | 20 | 8  | +12  | Ronda previa.                      |
| 4    | Petrolina    | 19   | 12 | 5 | 4 | 3  | 15 | 12 | +3   | Ronda previa y Serie D 2024.       |
| 5    | Santa Cruz   | 18   | 12 | 4 | 6 | 2  | 15 | 13 | +2   | Ronda previa.                      |
| 6    | Salgueiro    | 16   | 12 | 4 | 4 | 4  | 11 | 11 | 0    | Ronda previa.                      |
| 7    | Central      | 14   | 12 | 3 | 5 | 4  | 12 | 15 | −3   |                                    |
| 8    | Porto        | 14   | 12 | 2 | 8 | 2  | 6  | 5  | +1   |                                    |
| 9    | Maguary      | 13   | 12 | 2 | 7 | 3  | 12 | 14 | −2   |                                    |
| 10   | Íbis         | 12   | 12 | 3 | 3 | 6  | 13 | 22 | −9   | Descenso de categoría.             |
| 11   | Afogados     | 11   | 12 | 2 | 5 | 5  | 13 | 19 | −6   | Descenso de categoría.             |
| 12   | Belo Jardim  | 5    | 12 | 1 | 2 | 9  | 9  | 26 | −17  | Descenso de categoría.             |
| 13   | Caruaru City | 2    | 12 | 0 | 2 | 10 | 4  | 27 | −23  | Descenso de categoría.             |

 Fuente: FPF
Criterios de clasificación: 1) Puntos; 2) Partidos ganados; 3) Diferencia de gol; 4) Goles anotados; 5) Menor cantidad de tarjetas rojas; 6) Menor cantidad de tarjetas amarillas; 7) Sorteo.

### Resultados
| Local \ Visitante | AFO | BJA | CAR | CEN | IBI | MAG | NAU | PET | POR | RET | SAL | SCR | SPO |
| ----------------- | --- | --- | --- | --- | --- | --- | --- | --- | --- | --- | --- | --- | --- |
| Afogados          | —   | 1–1 | 2–0 | —   | 1–0 | 1–1 | 0–1 | —   | —   | 0–2 | —   | —   | —   |
| Belo Jardim       | —   | —   | —   | 1–2 | —   | —   | —   | 1–2 | 0–2 | 0–5 | 0–1 | 1–3 | —   |
| Caruaru City      | —   | 0–4 | —   | —   | —   | 2–3 | —   | —   | 0–0 | 0–4 | 0–2 | —   | 0–3 |
| Central           | 1–1 | —   | 1–1 | —   | 2–1 | —   | 2–1 | 1–2 | —   | —   | —   | —   | 0–1 |
| Íbis              | —   | 2–0 | 3–1 | —   | —   | 1–1 | 0–4 | —   | —   | 1–4 | 0–0 | —   | —   |
| Maguary           | —   | 0–0 | —   | 1–1 | —   | —   | 0–1 | 2–1 | —   | 1–3 | —   | —   | 1–1 |
| Náutico           | —   | 2–0 | 2–0 | —   | —   | —   | —   | 1–0 | 0–0 | —   | 2–0 | —   | 2–2 |
| Petrolina         | 4–2 | —   | 2–0 | —   | 1–1 | —   | —   | —   | 1–0 | —   | 2–2 | 0–0 | —   |
| Porto             | 1–1 | —   | —   | 0–0 | 2–1 | 1–1 | —   | —   | —   | —   | —   | 0–0 | 0–0 |
| Retrô             | —   | —   | —   | 2–0 | —   | —   | 1–1 | 0–0 | 1–0 | —   | 1–0 | 1–1 | —   |
| Salgueiro         | 3–2 | —   | —   | 1–1 | —   | 1–0 | —   | —   | 0–0 | —   | —   | 0–1 | 1–2 |
| Santa Cruz        | 1–1 | —   | 1–0 | 3–1 | 1–3 | 1–1 | 3–3 | —   | —   | —   | —   | —   | —   |
| Sport Recife      | 4–1 | 6–1 | —   | —   | 5–0 | —   | —   | 2–0 | —   | 1–0 | —   | 2–0 | —   |

## Fase final

#### Cuadro de desarrollo
|  | Ronda previa   | Ronda previa   | Ronda previa   |           |   | Semifinales    | Semifinales    | Semifinales    |  |   | Final            | Final            | Final            | Final            | Final            |  |
|  | 4 y 5 de abril | 4 y 5 de abril | 4 y 5 de abril |           |   | 7 y 8 de abril | 7 y 8 de abril | 7 y 8 de abril |  |   | 15 y 22 de abril | 15 y 22 de abril | 15 y 22 de abril | 15 y 22 de abril | 15 y 22 de abril |  |
|  |                |                |                |           |   |                |                |                |  |   |                  |                  |                  |                  |                  |  |
|  |                |                |                |           |   |                |                |                |  |   |                  |                  |                  |                  |                  |  |
|  |                |                |                |           |   |                |                |                |  |   |                  |                  |                  |                  |                  |  |
|  |                |                |                |           |   |                |                |                |  |   |                  |                  |                  |                  |                  |  |
|  |                |                |                |           |   |                |                |                |  |   |                  |                  |                  |                  |                  |  |
|  |                | 1              | Sport Recife   | 2         |   |                |                |                |  |   |                  |                  |                  |                  |                  |  |
|  |                |                |                | 2         |   |                |                |                |  |   |                  |                  |                  |                  |                  |  |
|  |                |                | 4              | Petrolina | 0 |                |                |                |  |   |                  |                  |                  |                  |                  |  |
|  | 4              | Petrolina (p)  | 4              | Petrolina | 0 | 1 (5)          |                |                |  |   |                  |                  |                  |                  |                  |  |
|  | 4              | Petrolina (p)  |                |           |   |                |                |                |  |   |                  |                  |                  |                  |                  |  |
|  | 5              | Santa Cruz     | 1 (4)          |           |   |                |                |                |  |   |                  |                  |                  |                  |                  |  |
|  | 5              | Santa Cruz     | 1 (4)          |           |   |                |                |                |  | 1 | Sport Recife     | 2                | 2                | 4                |                  |  |
|  |                |                |                |           |   |                |                |                |  | 1 | Sport Recife     | 2                | 2                | 4                |                  |  |
|  |                |                | 2              | Retrô     | 1 | 0              | 1              |                |  |   |                  |                  |                  |                  |                  |  |
|  |                |                | 2              | Retrô     | 1 | 0              | 1              |                |  |   |                  |                  |                  |                  |                  |  |
|  |                |                |                |           |   |                |                |                |  |   |                  |                  |                  |                  |                  |  |
|  |                |                |                |           |   |                |                |                |  |   |                  |                  |                  |                  |                  |  |
|  |                | 2              | Retrô          | 3         |   |                |                |                |  |   |                  |                  |                  |                  |                  |  |
|  |                |                |                | 3         |   |                |                |                |  |   |                  |                  |                  |                  |                  |  |
|  |                |                | 6              | Salgueiro | 1 |                |                |                |  |   |                  |                  |                  |                  |                  |  |
|  | 3              | Náutico        | 6              | Salgueiro | 1 | 1 (13)         |                |                |  |   |                  |                  |                  |                  |                  |  |
|  | 3              | Náutico        |                |           |   |                |                |                |  |   |                  |                  |                  |                  |                  |  |
|  | 6              | Salgueiro (p)  | 1 (14)         |           |   |                |                |                |  |   |                  |                  |                  |                  |                  |  |
|  | 6              | Salgueiro (p)  | 1 (14)         |           |   |                |                |                |  |   |                  |                  |                  |                  |                  |  |
|  |                |                |                |           |   |                |                |                |  |   |                  |                  |                  |                  |                  |  |

Nota: El equipo que ocupa la primera línea es el que define la serie como local.

| Bandera del estado de Pernambuco |
| Campeón                          |
| Sport Recife 43.° título         |

## Clasificación final
| Pos. | Equipo           | Pts. | PJ | G  | E | P  | GF | GC | Dif. | Clasificación                                                  |
| ---- | ---------------- | ---- | -- | -- | - | -- | -- | -- | ---- | -------------------------------------------------------------- |
| 1.°  | Sport Recife (C) | 39   | 15 | 12 | 3 | 0  | 35 | 7  | +28  | Copa de Brasil 2024 y Copa do Nordeste 2024.                   |
| 2.°  | Retrô            | 30   | 15 | 9  | 3 | 3  | 28 | 10 | +18  | Copa de Brasil 2024, Pre-Copa do Nordeste 2024 y Serie D 2024. |
| 3.°  | Petrolina        | 20   | 14 | 5  | 5 | 4  | 16 | 15 | +1   | Copa de Brasil 2024 y Serie D 2024.                            |
| 4.°  | Salgueiro        | 17   | 14 | 4  | 5 | 5  | 13 | 15 | −2   |                                                                |
| 5.°  | Náutico          | 26   | 13 | 7  | 5 | 1  | 21 | 9  | +12  |                                                                |
| 6.°  | Santa Cruz       | 19   | 13 | 4  | 7 | 2  | 16 | 14 | +2   |                                                                |
| 7.°  | Central          | 14   | 12 | 3  | 5 | 4  | 12 | 15 | −3   |                                                                |
| 8.°  | Porto            | 14   | 12 | 2  | 8 | 2  | 6  | 5  | +1   |                                                                |
| 9.°  | Maguary          | 13   | 12 | 2  | 7 | 3  | 12 | 14 | −2   |                                                                |
| 10.° | Íbis             | 12   | 12 | 3  | 3 | 6  | 13 | 22 | −9   | Segunda División 2024.                                         |
| 11.° | Afogados         | 11   | 12 | 2  | 5 | 5  | 13 | 19 | −6   | Segunda División 2024.                                         |
| 12.° | Belo Jardim      | 5    | 12 | 1  | 2 | 9  | 9  | 26 | −17  | Segunda División 2024.                                         |
| 13.° | Caruaru City     | 2    | 12 | 0  | 2 | 10 | 4  | 27 | −23  | Segunda División 2024.                                         |

Reglas de clasificación: 1) Puntos; 2) Partidos ganados; 3) Diferencia de gol; 4) Goles anotados; 5) Menor cantidad de tarjetas rojas; 6) Menor cantidad de tarjetas amarillas; 7) Sorteo.

## Goleadores
| Pos. | Jugador            | Equipo       | Goles |
| ---- | ------------------ | ------------ | ----- |
| 1    | Emerson Galego     | Petrolina    | 6     |
|      | Luciano Juba       | Sport Recife | 6     |
| 3    | Souza              | Náutico      | 5     |
|      | Vágner Love        | Sport Recife | 5     |
| 5    | Venicius Cascais   | Afogados     | 4     |
|      | André              | Salgueiro    | 4     |
|      | Facundo Labandeira | Sport Recife | 4     |
|      | Matheus Carvalho   | Náutico      | 4     |
|      | Everton Felipe     | Petrolina    | 4     |
|      | Thoni Brandão      | Íbis         | 4     |
|      | Pipico             | Santa Cruz   | 4     |
|      | Radsley            | Retrô        | 4     |
|      | Gabriel Santos     | Sport Recife | 4     |